# Низаев, Агдал Ахметсафинович
Агдал Сафинович Низаев (15 апреля 1937 года, село Аблаево Чекмагушевского района БАССР -  28.08.2018, село Аблаево, Чекмагушевский район, Башкортостан) - башкирский писатель и журналист. 

## Творчество
Книги: «Бал кортлары-безнең дусларыбыз»(2006), «Ел мизгелләрендә бал кортлары белэн эшләү»(2007), «Бал бабай хикмәтләре»(2008), «Умартачы буласың килсә»(2012), «Туган як чишмәләре»(2007), с историческим уклоном: воспоминаниями о годах работы в районной газете «Игенче», очерками о ветеранах Великой Отечественной войны, герое Чечни и сатирическими рассказами «Без кичергән кырыс заман»(2010). С любовью природе, лесу, лесным обитателям посвятив книгу своему другу-леснику Ринату Арсланову в 2012 году в ГУП РБ РИК «Чекмагушинформцентр» издаётся очередная его книга «Шомырт чәчкә атканда»(2012), произведения и биография включены в республиканские сборники «Акчарлак». Ко всем книгам в Чекмагушевской центральной библиотеке проводятся презентации. В последние годы творчество Агдаля Низаева было включено в сборники «Балкыш», лауреатов конкурса, а также в «Чакмагышым, сиңа кайнар сөю хисем».

## Семейная жизнь
В семейной жизни Агдал Сафинович был счастливым и примерным семьянином, с супругой Самигой Шайхиевной Фарухшиной, которая стояла на протяжении многих лет, на страже здоровья односельчан, посвятила себя стоматологии, прожили в браке рука об руку 46 лет, воспитали сына и дочь, а также сына Рамиля от первого брака Агдаля. У них 7 внуков. Внук Юлай продолжает дело дедушки, часто публикуется в печатных изданиях района и республики, является активным членом и заместителем руководителя районного литературно-творческого объединения «Чакмагыш чаткылары», в данное время студент  колледжа БГПУ имени М.Акмуллы.

## Память
Его сердце перестало биться 28 августа 2018 года 82 году жизни, похоронен в новом кладбище села Чекмагуш, но его творчество продолжает жить, его рассказами и стихами интересуется как старшее поколение, так и молодёжь чтит память о нём, в музее Аблаевской сельской библиотеки создан уголок посвящённый писателю-земляку, а к 70 летию Победы ВОВ в республиканской молодёжной газете «Өмет» опубликована статья внука Агдаля Сафиновича, Юлая Низаева «Язмыш көчлеләргә буйсына» о жизненном и творческом пути писателя и поэта, также в газете республиканского уровня "Кызыл таң"е "Әхтәмне дә, Әгъдәлне дә онытмыйлар".